# عبد الله السعدي (فنان)
عبد الله السعدي (من مواليد 1967) هو فنان إماراتي وواحد ضمن خمسة فنانين تصويريين رواد في الإمارات العربية المتحدة هم حسن شريف، وحسين شريف، ومحمد كاظم، ومحمد أحمد إبراهيم.
حصل السعدي على شهادة البكالوريوس في الأدب الإنجليزي من جامعة العين بالإمارات العربية المتحدة عام 1989، ودرس الفن الياباني في جامعة كيوتو سيكا باليابان (1994-1996). وواصل تعليمه الفني، حيث التحق بورش الرسم في كلية الفنون بإدنبرة عام 1998؛ بالإضافة إلى ورشة عمل “مشروع وادي” في مؤسسة القطب الشمالي بمدينة أندهوفن عام 2002.

## المعارض
- 2013: تعابير إماراتية: رؤية تتحقق، منارة السعديات، أبوظبي.
- 2013 فن الجسد والأداء في منطقة الخليج: 16 فنانًا في جامعة نيويورك بأبوظبي، الإمارات العربية المتحدة.
- 2011 بينالي الشارقة الدولي العاشر، الشارقة، الإمارات العربية المتحدة.
- 2011 المعرض الدولي الرابع والخمسون لبينالي البندقية، البندقية، إيطاليا.
- 2009 المعرض الفني الدولي الثالث والخمسون لبينالي البندقية، البندقية، إيطاليا.
- 2005 معرض لغات من الصحراء في متحف كونست بمدينة بون، ألمانيا،
- 2005 معهد العالم العربي، باريس، فرنسا.
- 2004 بينالي ساو باولو السادس والعشرون ، ساو باولو ، البرازيل
- 2003 بينالي الشارقة الدولي الخامس، الشارقة، الإمارات العربية المتحدة.
- 2002 منتدى لودفيغ العالمي للفنون، آخن، ألمانيا.[4]